# Damiaankerk (Kortrijk)

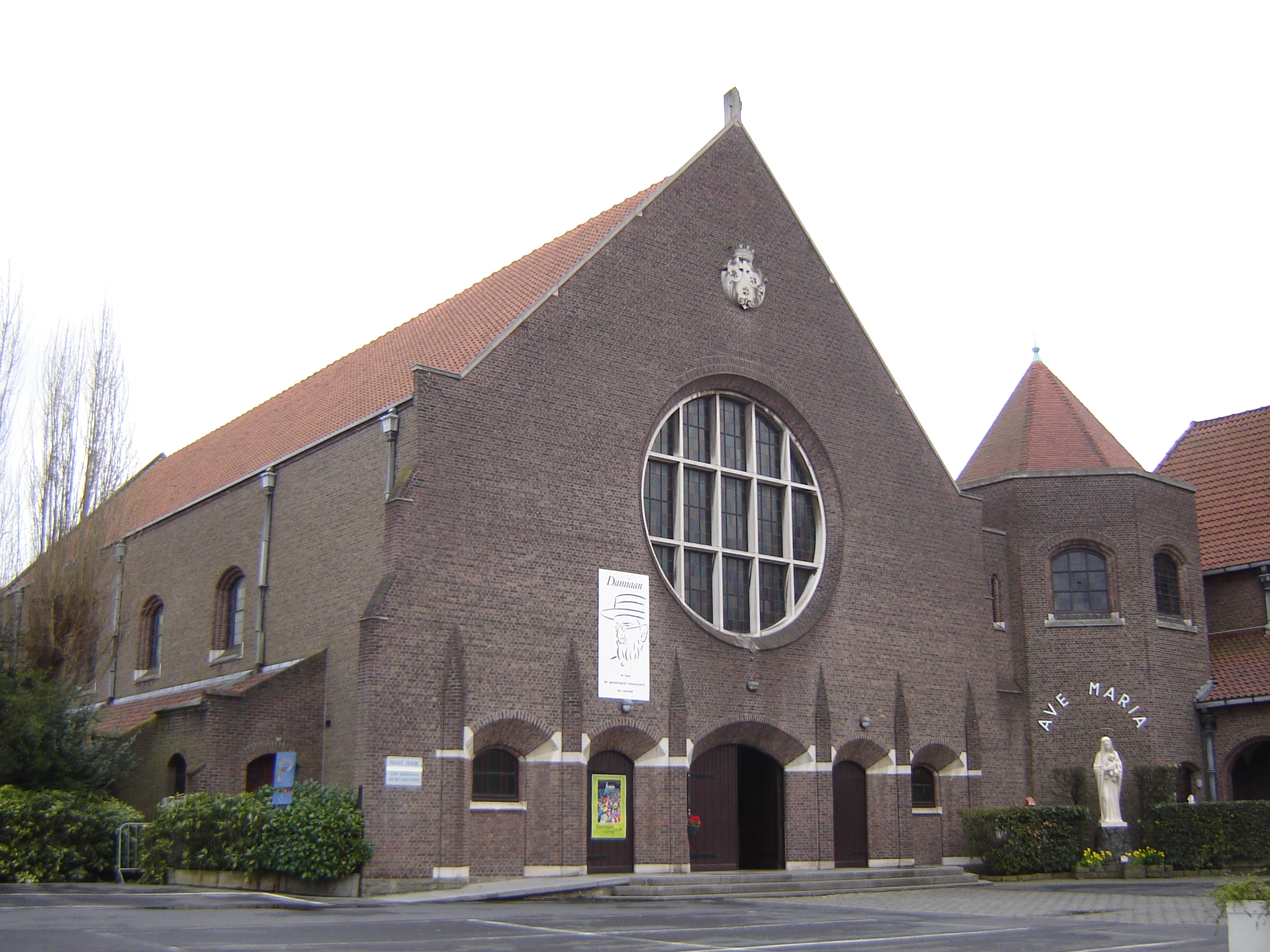
Damiaankerk

De Damiaankerk is een voormalige parochiekerk in de West-Vlaamse stad Kortrijk, gelegen aan de Aalbeeksesteenweg 7, 11-13.

## Geschiedenis
In 1906 werd hier een Karmelietenklooster gevestigd met bijbehorende kerk, gewijd aan Sint-Jozef. In 1944 werden de gebouwen door een bombardement verwoest. Vanaf 1947 werd het complex weer opgebouwd in een gematigd historiserende stijl. De kerk, ingewijd in 1954, is een eenbeukige zaalkerk met in de voorgevel een betonnen rondvenster. Via een achtzijdige traptoren wordt toegang verleend tot het klooster.
In 1995 vertrokken de Karmelieten en werd de Sint-Jozefkerk overgenomen door de Heilig Hartparochie, welke voorheen in een zaal kerkten. De Sint-Jozefkerk ging nu Heilige Damiaankerk heten.
In 2020 werd de kerk onttrokken aan de eredienst. Kerk en klooster werden verkocht aan de stichting Poverello, om er een sociaal restaurant van te maken.